# Urbana (Veneto)
Urbana település Olaszországban, Veneto régióban, Padova megyében. Lakosainak száma 2016 fő (2023. január 1.). Urbana Bevilacqua, Casale di Scodosia, Merlara, Montagnana és Terrazzo, Italy községekkel határos.

## Népesség
A település lakossága az elmúlt években az alábbi módon változott:
| Lakosok száma | 2202 | 2146 | 2138 | 2016 |
|               | 2010 | 2017 | 2018 | 2023 |